# Belvedere (Coronel Fabriciano)
Belvedere é um bairro do município brasileiro de Coronel Fabriciano, no interior do estado de Minas Gerais. Localiza-se no distrito Senador Melo Viana, estando situado no Setor 4. Segundo o censo demográfico de 2022, realizado pelo Instituto Brasileiro de Geografia e Estatística (IBGE), sua população era de 2 157 habitantes e havia 822 domicílios particulares permanentes ocupados.
De acordo com o IBGE, em 2010 a população era de 936 habitantes e havia 314 domicílios particulares.

## História
A área onde o atual bairro Belvedere está situado era conhecida como Vermelho e pertencia originalmente à Belgo-Mineira, que tem sede em João Monlevade mas possuía representatividade em Coronel Fabriciano. A região também era chamada de Cascudo, devido ao solo constituído de pedregulhos.
Em 1980, as terras foram adquiridas pelo empresário Tião Belvedere (Sebastião Gomes de Oliveira) e loteadas por sua empresa, a Belvedere Empreendimentos Imobiliários Ltda., que confeccionou o planejamento urbanístico e seu sistema viário composto inicialmente por oito avenidas. O nome do bairro homenageia o responsável pela implantação. Em março de 2020, foi inaugurada a Praça Marcondes Tedesco, espaço público multiuso cuja denominação reverencia o jornalista que foi um dos fundadores dos jornais Diário do Aço e Diário do Rio Doce.
É considerado como um bairro de alto padrão que, apesar de estar um pouco afastado do Centro de Fabriciano, vem sendo valorizado devido ao desenvolvimento do comércio do distrito em que está localizado e ao fato de ser vizinho do Distrito Industrial. No Belvedere estão localizados órgãos como o Batalhão da Polícia Militar e o Fórum da Justiça do Trabalho. Segundo definido na atualização do Plano Diretor Municipal em 2019, constitui uma das poucas áreas favoráveis à verticalização residencial na cidade, o que também é possível apenas no Alto Giovannini e na região da Avenida Maanaim.

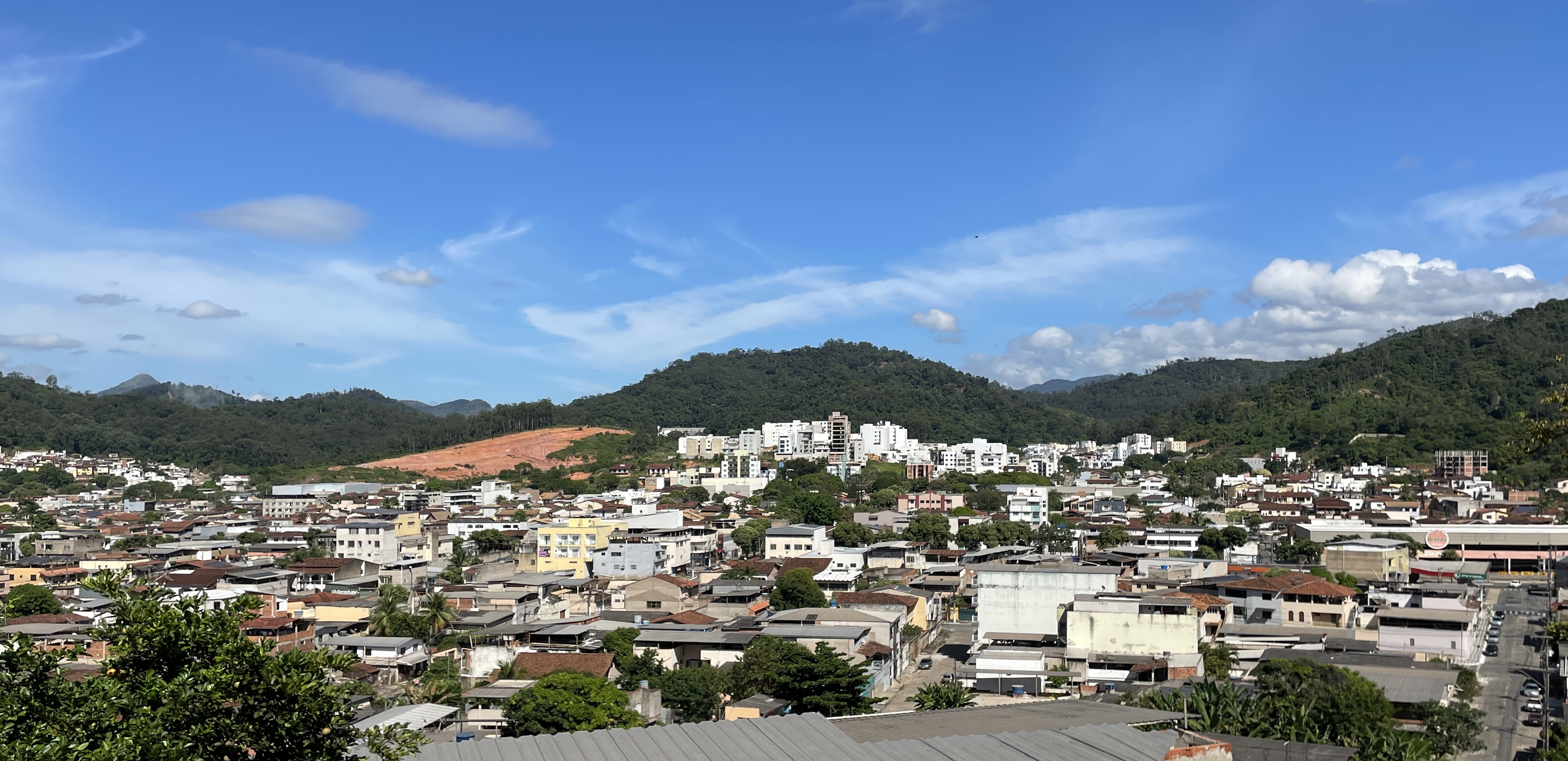
Vista do bairro Belvedere (ao fundo) a partir do JK
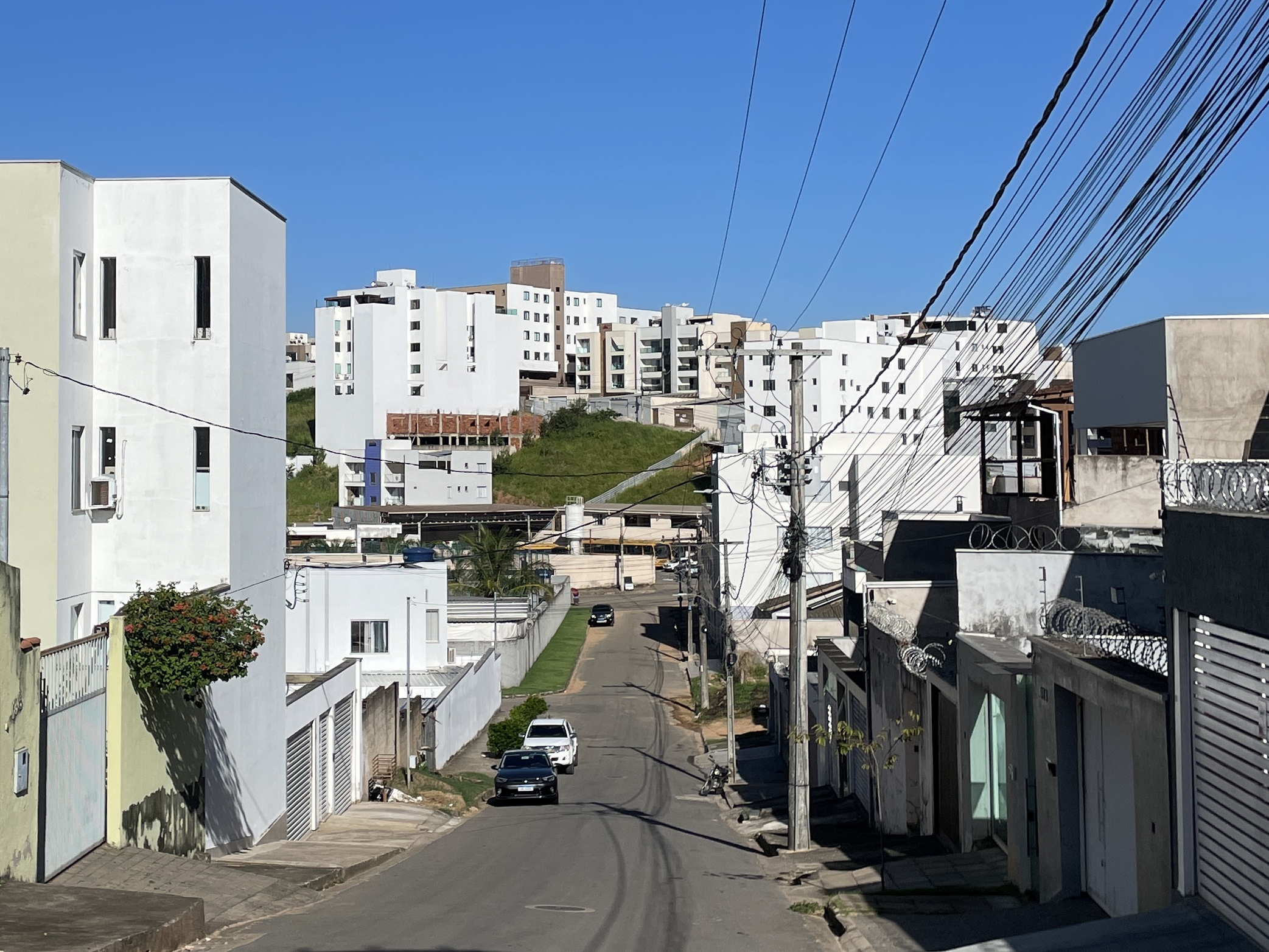
Rua Maurício Miranda Soares com prédios residenciais ao fundo
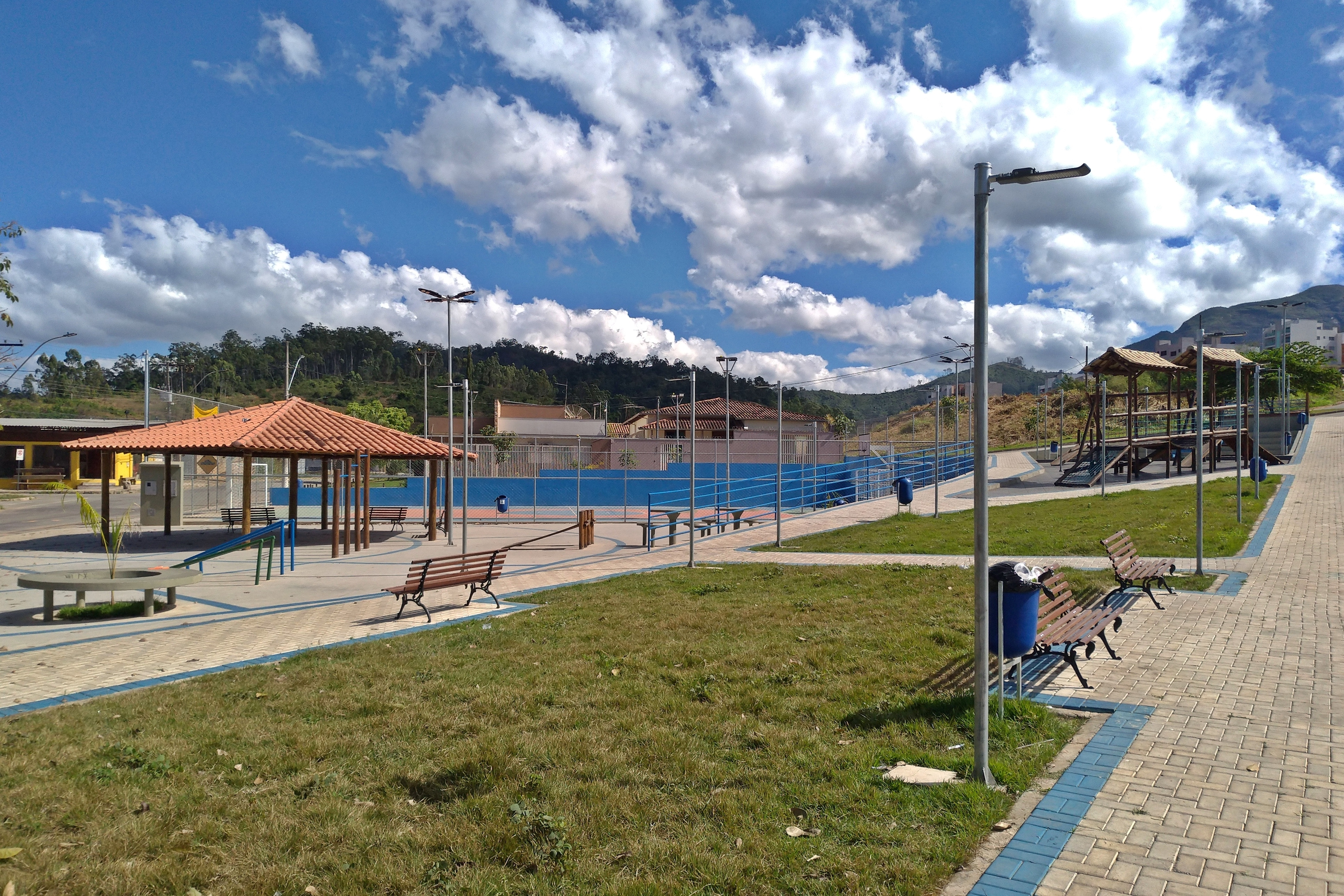
Praça Marcondes Tedesco, inaugurada em 2020.